# Sphaeriodesmus medius
Sphaeriodesmus medius är en mångfotingart som beskrevs av Carl 1902. Sphaeriodesmus medius ingår i släktet Sphaeriodesmus och familjen Sphaeriodesmidae. Inga underarter finns listade i Catalogue of Life.